# Ūdensbumba resnajam runcim
Ūdensbumba resnajam runcim és una pel·lícula letona de 2004, dirigida per Varis Brasla i protagonitzada per Baiba Broka, Jānis Paukštello i Artūrs Skrastiņš, entre d'altres.
El guió està basat en l'obra de l'escriptora alemanya Irmgard Keun Das Mädchen, mit dem die Kinder nicht verkehren durften ("La noia amb qui els nens no van fer amics"), traduït al letó per Silvijas Brices. La pel·lícula, que s'estrenà el 5 de març de 2004, està ambientada a Kuldīga, Riga i Londres. La pel·lícula es projectà en 19 festivals i espectacles internacionals de cinema de diferents països.
Fou premiada amb el Premi Nacional Letó Lielais Kristaps de 2005 per la millor pel·lícula de l'any. L'any 2004 va rebre el premi al millor vídeo o llargmetratge d'actuació vital del Festival Internacional de Cinema de la Infantesa de Chicago, així com, l'any 2006, un premi rellevant en un festival de cinema tailandès.

## Repartiment[1]
- Baiba Broka — Una
- Undīne Vīksna — Marta
- Zane Leimane — Linda
- Gundars Āboliņš — Ivo
- Jānis Paukštello — Avi
- Agita Gruntmane-Valtere — Mare
- Tõnu Kark — Amo del gos
- Elmārs Viļums — Edgars
- Leonarda Kļaviņa-Ķestere — Mare d'Edgars
- Artūrs Skrastiņš — Pare